# آاگ
شرکت جنرال الکتریک AEG
شرکت Allgemeine Elektricitäts-Gesellschaft AG (به آلمانی به معنای 'شرکت جنرال الکتریک AEG' می‌باشد که یک شرکت سهامی است، [2]) یک تولیدکننده آلمانی تجهیزات الکتریکی بود که در برلین با نام انجمن ادیسون آلمان برای الکتریسیته کاربردی[۱] در سال ۱۸۸۳ توسط امیل راتناو تأسیس شد. در طول جنگ جهانی دوم، این شرکت با حزب نازی کار می‌کرد و از نیروی کار اجباری در اردوگاه‌های کار اجباری سود می‌برد.[3] پس از جنگ جهانی دوم، مقر آن به فرانکفورت  منتقل شد.
در سال۱۹۶۷، شرکت جنرال الکتریک به شرکت تابعه[۲] خود یعنی تلفنکِن ای جی[۳] پیوست و شرکت جنرال الکتریک- تلفنکِن را ایجاد کرد. در سال ۱۹۸۵، دایملر-بنز شرکت سهامی عام جنرال الکتریک- تلفنکِن (که به شرکت سهامی عام جنرال الکتریک تغییر نام یافت) را خریداری کرد و در سال ۱۹۹۶ شرکت را به‌طور کامل در دایملر-بنز (که در سال ۱۹۹۸ دایملر کرایسلر نام گرفت) ادغام کرد. بقایای شرکت جنرال الکتریک به عنوان بخشی از شرکت‌های ادترنز (بعداً بمباردیه ترانسپورتیشن نام گرفت) و هوافضای آلمان (که درسال۱۹۹۸ داسا نام گرفت و امروزه بخشی از ایرباس اس ایی است) تبدیل شد.
الکترولوکس پس از خرید شرکت تابعه و خصوصی لوازم خانگی جنرال الکتریک در سال ۱۹۹۴، حق وحقوق نام تجاری جنرال الکتریک را در سال ۲۰۰۵ به دست آورد که اکنون در برخی از محصولات خود از آن استفاده می‌کند. نام جنرال الکتریک همچنین به شرکای برندهای مختلف تحت برنامه مجوز جهانی برند الکترولوکس، مجوز داده شده است.
تاریخچه
خلاصه
در سال ۱۸۸۳، امیل راتناو انجمن «ادیسون آلمان برای الکتریسیته کاربردی» را در برلین تأسیس کرد. در سال ۱۸۸۸ به شرکت جنرال الکتریک تغییر نام داد. این شرکت که در ابتدا تجهیزات الکتریکی (مانند لامپ‌ها، موتورها و ژنراتورها) تولید می‌کرد، خیلی زود وارد سیستم‌های انتقال برق متناوب AC شد. در سال ۱۹۰۷، پیتر بهرنز به عنوان مشاور هنری جنرال الکتریک منصوب شد. این منجر به ایجاد هویت سازمانی اولیه شرکت با محصولات و تبلیغاتی شد که ویژگی‌های طراحی مشترک داشتند.[4]
این شرکت در نیمه اول قرن بیستم توسعه یافت و با تعدادی از اولینها و اختراعات در مهندسی برق معتبر شد. در همین دوره وارد بازارهای خودرو و هواپیما شد.
تجهیزات برقی راه‌آهن در این زمان تولید شد و تاریخ طولانی تأمین تجهیزات الکتریکی راه‌آهن آلمان را آغاز کرد. طبق دایرةالمعارف ۱۹۳۰ بریتانیکا: "قبل از سال ۱۹۲۳، این شرکت بزرگترین واحد تولیدی برق در آلمان و یکی از مهم‌ترین شرکت‌های صنعتی در جهان بود. .[5] "
در طول جنگ جهانی دوم، شرکت جنرال الکتریک برای حمایت از نازی‌ها به شرکت‌های بزرگ دیگری مانند آی جی فاربن[۴]، تیسن[۵] و کروپ[۶] پیوست. این شرکت از طریق استفاده از تعداد زیادی کارگر اجباری و همچنین زندانیان اردوگاه کار اجباری که در شرایط غیرانسانی کار کار می‌کردند، سود برد.[6]
پس از جنگ جهانی دوم، این شرکت تجارت خود را در بخش شرقی آلمان از دست داد. پس از ادغام در سال ۱۹۶۷، این شرکت به جنرال الکتریک- تلفنکِن تغییر نام داد (از سال۱۹۷۹ به بعد نام آن جنرال الکتریک- تلفنکِن شد). این شرکت در طول دهه ۱۹۷۰ با مشکلات مالی روبرو شد که منجر به فروش برخی از دارایی‌ها شد. در سال ۱۹۸۳، بخش لوازم الکترونیکی مصرفی شرکت خصوصی رادیو وتلوزیون تلفنکِن فروخته شد. در سال ۱۹۸۵، این شرکت دوباره نام جنرال الکتریک را به خود گرفت و بقیه شرکت توسط دایملر-بنز خریداری شد؛ در ابتدا بخش‌های باقی مانده مربوط به توزیع نیروی برق و فناوری موتور الکتریکی بودند. تحت مالکیت دایملر-بنز، شرکت‌های سابق جنرال الکتریک در نهایت در سال ۱۹۹۵ بخشی از ادترنز شدند و نام جنرال الکتریک دیگر مورد استفاده قرار نگرفت. الکترولوکس که قبلاً شرکت تابعه لوازم خانگی جنرال الکتریک را در سال ۱۹۹۴ خریداری کرده بود، اکنون دارای مجوز و حق و حقوق استفاده از برند جنرال الکتریک است.
تصویر:
سهام شرکت «انجمن ادیسون آلمان برای برق کاربردی»، صادر شده در ۲۰ می ۱۸۸۳
تصویر:
بنیانگذار امیل راتناو
تصویر:
یازدهمین لوگو و همچنین لوگوی کنونی جنرال الکتریک، طراحی شده توسط شرکت پرافت در سال ۲۰۱۶. این لوگو جایگزین لوگوی نمادین طراحی شده توسط پیتر بهرنز شد که قدمت آن به سال ۱۹۱۲ بازمی‌گردد و بین سال‌های ۱۹۸۵ تا ۲۰۱۰ چهار تغییر (دو مورد از آنها نماد الکترولوکس را نیز به همراه داشت) را دربرداشت.[1]
از تأسیس تا سال ۱۹۴۰
این شرکت در سال ۱۸۸۲ زمانی که امیل راتناو مجوز استفاده از برخی از اختراعات لامپ توماس ادیسون را در آلمان به دست آورد، شروع به کار کرد. [chron 1] شرکت ادیسون آلمان در سال ۱۸۸۳ با حمایت مالی بانک‌ها و افراد خصوصی و با مدیرت امیل راتناو تأسیس شد.[chron 2]
در سال ۱۸۸۴، اسکار فون میلر، مهندس متولد مونیخ (که بعدها موزه آلمان را تأسیس کرد) به هیئت اجرایی پیوست. در همان سال، شرکت وارد مذاکره با دادستان برلین (بخش سازمان شهرداری) برای تأمین یک منطقه بزرگ شد، که در ۸ می ۱۸۸۴منجر به تشکیل کارخانه برق شهری برلین (A.G.StEW)شد. [chron 3]
کارخانه اصلی در نزدیکی ایستگاه شمالی برلین قرار داشت. در سال ۱۸۸۷، شرکت زمینی را در منطقه برلین- گسوندبرونن خریداری کرد که قبلاً کارخانه ماشین‌سازی ویدینگ (که توسط ویلهلم ویدینگ تأسیس شده بود) در آن قرار داشت.[نیازمند منبع] در همان سال، علاوه بر بازسازی و گسترش محصولات، شرکت نام جنرال الکتریک را به خود اختصصاص داد.[chron 4]
در سال ۱۸۸۷ میخائیل دولیوو-دوبرولسکی به عنوان مهندس ارشد به شرکت ملحق شد و بعداً معاون مدیر شد. کار او بر روی برق چند فازی باعث شد تا در پایان دهه ۱۸۸۰ به مهندسی پیشرو در جهان در سیستم‌های برق سه فاز تبدیل شود.[chron 5]
در سال ۱۸۹۱ میلر و دوبروولسکی انتقال نیروی الکتریکی را در فاصله ۱۷۵ کیلومتری (۱۰۹ مایلی) از یک نیروگاه برق آبی در شهر لاوفنآمنکار به فرانکفورت به نمایش گذاشتند، جایی که این نیروی الکتریکی، ۱۰۰۰ لامپ روشن و یک آبشار مصنوعی برقی را در نمایشگاه بین‌المللی الکتروتکنیکی در فرانکفورت فعال کرد. این موفقیت یکی از اولین گام‌های استفاده از جریان متناوب برای برق رسانی در آلمان به صورت عمومی بود و نشان داد که انتقال توان الکتریکی از راه دور می‌تواند از نظر اقتصادی مفید باشد. در همان سال راه‌آهن شهری هاله–زاله، اولین سیستم تراموا الکتریکی (با اندازه قابل توجه) در آلمان افتتاح شد. [chron 6]
تروپ پائول[۷] کار خود را برای جنرال الکتریک از سال‌های ۱۸۸۹/۱۸۹۰ تا سال ۱۸۹۳ آغاز کرد و فرانتس شوختن[۸] نماهای میدان و خیابان هوسیت[۹] را در سال‌های ۱۸۹۴–۱۸۹۵ طراحی کرد.
در سال ۱۸۹۴ مکان سابق کوچه بازار دام برلین خریداری شد. اینجا یک راه‌آهن داشت که به شبکه ریلی برلین متصل می‌شد، اما هیچ ارتباط ریلی بین دو نیروگاه وجود نداشت. در سال ۱۸۹۵ یک راه‌آهن زیرزمینی بین این دو بخش در تونلی به طول ۲۷۰ متر ساخته شد. این تونل توسط شرکت زیمنس و هالسکه[10] (S & H) (بعدها به شرکت زیمنس تبدیل شد) و تحت هدایت سی. شوبل[۱۱] و ویلهلم لاتر[۱۲] ساخته شد.
در سال ۱۸۸۹ جنرال الکتریک به عنوان متخصص در ساخت ماشین‌های حفاری قابل حمل صنعتی شناخته می‌شد، برخی از این ماشین‌ها توسط شفت‌های انعطاف‌پذیر موتورهای الکتریکی هدایت می‌شدند. این شرکت همچنین یک محرک تسمه ای دندانهدار ایجاد کرد تا سرعت موتور را به سرعت مورد نیاز ماشین ابزار کاهش دهد.[8]
در سال ۱۹۰۳ شرکت‌های رادیویی رقیب یعنی جنرال الکتریک و زیمنس و هالسکه ادغام شدند و یک شرکت تابعه مشترک به نام تلفنکِن را تشکیل دادند.[chron 7]
در سال ۱۹۰۷ معمار پیتر بهرنز[۱۳] مشاور هنری شد.[chron 8] که مسئول طراحی همه محصولات، تبلیغات و معماری بود، از آن زمان به عنوان اولین طراح شرکت در جهان شناخته شد. فلسفه بهرن این بود که ساختمانی را بسازد که ساختاری سفت، محکم و ساده داشته باشد. این نوع ساختمان برای کارکرد مد نظر یعنی تولید ماشین آلات بزرگ و سنگین عالی است. ابعاد ساختمان به گونه ای انتخاب شد که توربین‌ها بتوانند بالاتر از سایر ماشین آلات حمل شوند.
در دهه ۱۹۲۰ جنرال الکتریک به تأمین کننده جهانی دانش و تجهیزات الکتریکی تبدیل شد. برای مثال، در سال ۱۹۲۳، اکثر مواد ضروری و تیمی از مهندسان را برای نظارت بر برق‌رسانی فلسطین تحت حاکمیت بریتانیا فراهم کرد. شرکت‌های انگلیسی در آن زمان نمی‌توانستند با قیمت‌های جنرال الکتریک رقابت کنند [9]
فعالیت شرکت به زودی به تمامی حوزه‌های مهندسی برق اعم از روشنایی برق، توان الکتریکی، راه‌آهن برقی، کارخانه‌های الکتروشیمیایی و همچنین ساخت توربین‌های بخار، خودرو، کابل و مواد اولیه کابل گسترش یافت. در دهه‌های اول، این شرکت کارخانه‌های زیادی در برلین و اطراف آن داشت:
· کارخانه ماشین‌سازی برونن استراسه[۱۴] (توربین‌های بخار، دینام، موتورهای الکتریکی)
· کارخانه تولید دستگاه آکرشتراس[۱۵] (لامپ‌های رشته‌ای کربنی و نخی فلزی، لامپ‌های نرنست[۱۶]، کلیدها، فیوزها، مقاومت‌ها، تجهیزات اندازه‌گیری الکتریکی، دینام‌ها، موتورهای الکتریکی)
· کارخانه کابل سازی اوبراسپرای (KWO، کابل‌ها، مس و فلزات، ساخت لاستیک، ساخت عایق)
· کارخانه ترانسفورماتور اوبراسپری[17] (TRO، ترانسفورماتورها)
· کارخانه لامپ موآبیت[۱۸] (۱۹۰۷–۱۹۱۲، لامپ‌های رشته‌ای کربنی و فلزی، لامپ‌های نرنست، لوله‌های خلاء) - بعداً از سال ۱۹۳۹ در تلفنکِن بخشی از اوسرام[۱۹] شد.
· کارخانه توربین سازی (۱۹۰۹، توربین‌های بخار) - عنوان نمونه ای از معماری صنعتی معروف است.
· کارخانه تولید دستگاه ترپتو[20] (AT - ۱۹۲۶، لامپ‌های قوس الکتریکی، کلیدها، فیوزها، کنترل‌ها، استارت‌ها، تجهیزات اندازه‌گیری الکتریکی)
تعدادی از رویدادهای قابل توجه دیگر مربوط به جنرال الکتریک در این دوره رخ داد:
· سال ۱۹۰۰: اختراع سشوار.
· سال۱۹۰۱: شرکت خودروسازی جدید[۲۱] از طریق تصاحب شرکت خودرو سازی جنرال[۲۲] بخشی از جنرال الکتریک شد [chron 9]
· ۲۷ اکتبر ۱۹۰۳: یک واگن ریلی آزمایشی سه فاز جنرال الکتریک مجهز، در مسیر آزمایشی راه‌آهن نظامی سلطنتی پروس بین شهرهای مارینفلده[۲۳] و تسوسن[۲۴] به سرعت ۲۱۰٫۲ کیلومتر در ساعت (۱۳۱ مایل در ساعت) دست یافت. این رکورد جهانی سرعت برای وسایل نقلیه ریلی تا سال ۱۹۳۱ حفظ شد.[chron 7]
· سال ۱۹۰۴: ادغام شرکت جنرال الکتریک با اتحادیه شرکت برق (UEG)
· سال ۱۹۱۰: کارخانه هنیگزدورف[۲۵]، ورود به بازار ساخت هواپیما.[chron 10]
· سال ۱۹۲۹: شرکت جنرال الکتریک اولین یخچال‌های دارای کمپرسور و اتوهای دارای کنترل دما را تولید کرد.[chron 11]
· سال ۱۹۳۳: شرکت جنرال الکتریک برای حمایت از آدولف هیتلر به دیگر شرکت‌های تولیدی بزرگ پیوست.
· سال ۱۹۳۵: ارائه اولین دستگاه نوار مگنتوفون K1 در جهان بر اساس کار ادوارد شولر[۲۶] در نمایش رادیویی برلین [chron 12]
· سال ۱۹۴۱: شرکت جنرال الکتریک سهام زیمنس و هالسکه را در تلفنکِن خریداری کرد و شرکت به یک شرکت تابعه تبدیل شد.
در ۲۰ ژوئن ۱۹۱۵، بنیانگذار این شرکت یعنی امیل راتناو در سن ۷۷ سالگی درگذشت.
تصویر:
آبشار مصنوعی برقی در نمایشگاه بین‌المللی الکتروتکنیک - ۱۸۹۱.
تصویر:
نیروگاه جنرال الکتریک ساخته شده در سال۱۹۳۰. شهر کریوی ریح.
تصویر:
کارخانه توربین سازی جنرال الکتریک (سال۱۹۰۹، معمار: پیتر بهرنز)
دوران نازی‌ها و جنگ جهانی دوم
شرکت جنرال الکتریک پس از نشست محرمانه ۲۰ فوریه ۱۹۳۳ که در آن اهداف دوگانه؛ قدرت کامل و تسلیح مجدد ملی توسط هیتلر توضیح داده شد، ۶۰۰۰۰ رایشمارک[۲۷] به حزب نازی اهدا کرد. آنها به شرکت‌های بزرگ دیگری مانند آیجی فاربن، تیسن و کروپ در حمایت از نازی‌ها، به ویژه در ترویج تسلیح مجدد ورماخت[۲۸]، لوفتوافه[۲۹] و کریگسمارینه[۳۰]، پیوستند. در طول خود جنگ، آنها قرار بود از تعداد زیادی کارگر اجباری و همچنین زندانیان اردوگاه کار اجباری در شرایط غیرانسانی کار استفاده کنند.[10][11]
شرکت جنرال الکتریک به‌طور گسترده با حزب نازی در لهستان کار کرد. این شرکت مجبور شد کارخانه کابل کراکوف[۳۱]، کارخانه تولید کابل، را به حزب نازی واگذار کند. کابل کراکوف در کراکوف-پلاشوف[۳۲] واقع شده بود و از کابل‌های تولید شده توسط نیروی کار اجباری یهودی از سال ۱۹۴۲ تا ۱۹۴۴ استفاده می‌کرد. در سال ۱۹۴۳، شرکت جنرال الکتریک شروع به جابجایی کالاها و تخلیه کارگران کرد. کالاها به مکان‌های مختلفی از جمله برلین و سودتنلند منتقل شدند. هنگام نصب سیستم‌های برقی و روشنایی برای زمین‌های آموزشی وافن-اساس[۳۳] در دبیکا، این شرکت از کارگران اجباری یهودی مستقر در اردوگاه کار پوستکوف واقع در جنوب شرقی لهستان استفاده کرد.[12]
در طول جنگ جهانی دوم، یک کارخانه جنرال الکتریک در نزدیکی ریگا از نیروی کار برده استفاده می‌کرد.[۱۳] این شرکت همچنین برای تولید تجهیزات الکتریکی در اردوگاه کار اجباری آشویتس قرارداد بست.[14]
جنرال الکتریک از نیروی کار برده از کمپ شماره ۳۶ در اردوگاه فرعی جدید آشویتس III که همچنین با نام مونوویتز به نام " اردوگاه کار چکش ورق فلزی " شناخته می‌شد، استفاده کرد. بیشتر آنها در سال ۱۹۴۵ در راهپیمایی مرگ و سرانجام در اردوگاه بوخنوالد جان باختند.[15]
شرکت جنرال الکتریک یک تأمین کننده اصلی دسته‌های تپانچه‌های P38 در جنگ جهانی دوم و همچنین اسپریورک P38s در اوایل جنگ جهانی بود. تپانچه‌ها ی P38 توسط کارخانههای والترآرمز و موزر تولید میشدند.[16]
در تلاشی برای ابراز تاسف از استفاده از نیروی کار برده یهودی در جنگ جهانی دوم، شرکت جنرال الکتریک به شرکتهای راینمتال، زیمنس، کروپ و آیجیفاربن به منظور پرداخت ۷۵ میلیون مارک[۳۴] به عنوان غرامت به کنفرانس دعاوی یهودیان پیوست.[17]
تصویر:
لوح یادبود کارگران اجباری لهستانی در جنرال الکتریک در اردوگاه بلچهمر در نزدیکی آشویتس
تصویر:
لوح یادبود برلین برای کارگران اجباری لهستانی در جنرال الکتریک در برلین-گسندبرونن، آلمان.
سالهای ۱۹۴۵ تا ۱۹۷۰
در سال ۱۹۴۵، پس از جنگ جهانی دوم، تولید در کارخانه‌های بخش‌های غربی برلین - که امروز ساختمان مقر DW (TV) دویچه وله است و نورنبرگ، اشتوتگارت و مولهایم آندرروهر از سر گرفته شد و کارخانه‌های جدید دیگری از جمله کارخانه کنتور برق در هاملن ساخته شد.
کارخانه بخار و لوکوموتیو الکتریکی در شهر هنینگزدورف (کارخانه‌های هنیگزدورف) به یک شرکت متعلق به مردم تحت عنوان لوکوموتیوهای الکتریکی (LEW) تبدیل شد.
کارخانه کابل (سیم و کابل فلزی اوبراسپری) و کارخانه تولید دستگاه ترپتو[۳۵] و سایر تأسیسات نیز در آلمان شرقی قرار داشتند و به شرکت‌های سهامی شوروی (SAG) تبدیل شدند. بیش از ۹۰ درصد از دارایی‌ها در برلین در منطقه تحت اشغال روسیه قرار داشت و از بین رفت.[18]
دفاتر مرکزی بخش‌های مصادره نشده شرکت ابتدا به هامبورگ و سپس در نهایت به فرانکفورت منتقل شد، دفتر مرکزی در برلین ویران شد.[18]
· سال ۱۹۴۸: کارخانه‌های کسِل جنرال الکتریک (FK) در محل سابق کارخانه ساخت موتور کسل MWK در خیابان لیلینتال ۱۵۰ در کسل/هسن/آلمان تأسیس شد. اولین بخش کارخانه، کارخانه برق فشار قوی(HSF) بود، بعداً کارخانه یخچال(KSF)، کارخانه چاپ بلیط (FDF)، کارخانه مواد ایزوله (IF) و همچنین مؤسسه ولتاژ بالا (HI) در سراسر جهان تأسیس شد. در اوایل دهه شصت بیش از ۵۰۰۰ نفر برای جنرال الکتریک در کسِل کار می‌کردند. امروزه سایت خیابان لیلینتال هنوز تابلو برق فشار قوی تولید می‌کند.
· سال ۱۹۵۰: دفتر مرکزی جدید شرکت در مکانی به نام «پلصلح» در فرانکفورت است. تعداد کارکنان گروه از ۲۰۹۰۰ نفر در سپتامبر ۱۹۴۸ به ۵۵۴۰۰ نفر در سپتامبر ۱۹۵۷ رسید. در همان سال گردش مالی برای اولین بار از یک میلیارد مارک فراتر رفت، اما سطح بالای سرمایه‌گذاری در بازسازی شرکت (۱۹۴۸–۱۹۵۶) بیش از ۵۰۰ میلیون مارک، فشار قابل توجهی بر ترازنامه (بیلان) شرکت وارد کرد.
· سال ۱۹۵۸: شعار «بهره از تجربه» برای توضیح نام و مخفف شرکت معرفی شد، که منجر به تقلیدهای نامطلوب مانند «باز کنید، روشن کنید، کار نمی‌کند» یا «همه چیز مسابقه ورزشی است» شد.
· سال ۱۹۶۲: این گروه دارای ۱۲۷۰۰۰ کارمند است و فروش سالانه ۳٫۱ میلیارد مارک را کسب می‌کنند. در شهر اشپرینگه یک کارخانه جدید در فوریه ۱۹۶۲ افتتاح شد که یک کارخانه جدید برای تولید واحدهای کنترل سیال با ۲۰۰ کارمند بود.
· سال ۱۹۶۲: والتر بروخ در تلفنکِن در هانوفر تلویزیون رنگی PAL را توسعه داد.
· سال ۱۹۶۶: بزرگ‌ترین فضای صنعتی اروپا (۱۷۵ متر طول، ۴۵ متر عرض و ۲۶ متر ارتفاع) برای ساخت و ساز با استفاده از ماشین‌های جرثقیل و ژنراتور با وزن تا ۴۰۰ تن ایجاد شد. رابرت اف کندی در افتتاحیه شرکت می‌کند.
· ۱ ژانویه ۱۹۶۷: ادغام با شرکت تلفنکِن، شرکت جنرال الکتریک-تلفنکِن را ایجاد کرد که مقر آن در فرانکفورت است.
سال ۱۹۷۰ به بعد
در سال ۱۹۷۰، شرکت جنرال الکتریک-تلفنکِن ۱۷۸۰۰۰ کارمند در سراسر جهان داشت و دوازدهمین شرکت بزرگ برق در جهان بود. از جمله پروژه‌های ناموفق مانند سیستم حمل و نقل خودکار چمدان در فرودگاه فرانکفورت و ساخت نیروگاه هسته ای به این شرکت فشار وارد کرد. به ویژه، نیروگاه هسته ای در شهر وورگاسن، که راه اندازی آن به دلیل مشکلات فنی چندین سال به تعویق افتاد، صدها میلیون مارک برای جنرال الکتریک هزینه داشت. در پی آن، شرکت آخرین سود سهام خود را در سال ۱۹۷۲ پرداخت کرد.
بازوی سرگرمی (رادیو وتلوزیون تلفنکِن) که دفتر مرکزی آن در هانوفر بود، فروخته شد. به دنبال آن، تجارت کامپیوتر بزرگ[36] (TR 4, TR 10, TR 440 [de]) (مشارکتی تحت نام شرکت کامپیوتر تلفنکِن با شرکت نیکدورف) به زیمنس فروخته شد.کامپیوتر پردازش (TR 84، TR 86، AEG 60-10، AEG 80-20، AEG 80-60) به عنوان بخش فناوری اتوماسیون (پس از ۱۹۸۰ به عنوان شرکت کامپیوتر ATM تغییر نام داد) ادامه یافت.
در سال ۱۹۷۵ دفتر مرکزی سابق تلفنکِن در برلین-شارلوتنبورگ، ارنست رویتر پلاتز ۷ فروخته شد. این ساختمان قبلاً به دانشگاه فنی برلین اجاره داده شده بود.
در سال ۱۹۷۶، برای دور زدن الزام مشارکت برابر کارکنان در هیئت نظارت، دکتر والتر سیپا (Dipl. -Geol.) (رئیس شرکت جنرال الکتریک از ۱۹۷۶ تا ۱۹۸۰) علاوه بر دو شرکت لوازم خانگی، چهار شرکت دیگر را به عنوان شرکت سهامی با مالکیت کامل ایجاد کرد. (اعداد داخل پرانتز به درصد گردش مالی در سال ۱۹۸۰ اشاره دارد)
جنرال الکتریک-کارخانه مهندسی تلفنکِن(۳۷٪)
جنرال الکتریک-سری محصولات تلفنکِن (۱۶٪)
جنرال الکتریک-شرکت فن آوری ارتباطات تلفنکِن(۶٪)
کارخانه المپیا (تکنولوژی اداری تجاری، ۷٪)
جنرال الکتریک- شرکت لوازم خانگی (۲۲٪)
شرکت تلویزیون و رادیو تلفنکِن (۱۲٪)
در سال ۱۹۷۹ شرکت با حذف اضافات از نام خود که از سال ۱۸۸۷ استفاده می‌شد، به اجنرال الکتریک-تلفنکِن تغییر نام داد. در فوریه ۱۹۸۰، هاینزدور رئیس هیئت مدیره شد.
لوازم خانگی آ ا گ در ایران پیشینه ای طولانی دارد که واردات آن به قبل از انقلاب ایران می‌رسد.
نمایندگی انحصاری لوازم خانگی آاگ ایران در ابتدا شرکت چاردیوار بود که به صورت گسترده انواع ماشین‌های لباسشویی ظرفشویی خشک کن یخچال فریزر جاروبرقی سشوار قهوه ساز ماشین اصلاح دستگاه‌های وکیوم سیستمهای تهویه و غیره که به صورت مکمل با برند تلفونکن را وارد ایران کرده و همچنین لوازم یدکی دستگاه‌های وارد شده نیز به صورت کامل توسط همین شرکت تأمین شد.
این شرکت در کیلومتر پنجم جاده مخصوص کرج تأسیس شده بود که تمامی کاتالوگهای شرکتی و استاندارد به همراه دیتا شیت‌ها و راهنماهای سرویس و نگهداری و ابزارهای شرکتی برندهای آ اگ ان ای ای اف و تلفونکن را در اختیار داشت که پس از انقلاب و قطع روابط شرکتهای مرجع با نماینده انحصاری در ایران تمامی اسناد و مدارک و همجتین تمامی کاتالوگهای راهنما و سرویس نگهداری با اصالت شرکتهای آ ا گ الکترولوکس و ان ای ای اف به یکی از تکنسین‌های نقشه خوان این شرکت به نام هرمز نیک رفتار واگذار و پس از مدتی به سرپرستی خدمات پس از فروش غرب کشور در کرمانشاه منتقل شد
پس از انقلاب نیز شزکتهای آریان چابهار محددا واردات محصولات خانگی آ ا گ را ادامه دادند اما در سطحی محدود تر از شرکت چاردیوار.
ماشین‌های لباسشویی مدل بلا اس ال ۴۰۰ اف بلا ۸۰۰ ای بلا ان از پر فروش‌ترین محصولات خانگی آاگ در ایران بودند
شرکت زانوسی ایتالیا در کنار الکترولوکس یکی دیگر از شرکای تجاری آ ا گ به حساب می‌آمد که از برند آ ا گ در برخی از محصولات خود استفاده کرد
این محصولات عمدتاً برای اقشار کم درآمد جامعه در نظر گرفته شد که از تکنولوژی ساخت زانوسی و سیستم کنترل اتوماتیک آ ا گ استفاده شد.
برخی از این محصولات مدلهای 400 f ۴۰۲ ۵۰۲ ۵۰۳ ۴۰۳ و غیره که در ایران نیز به تعداد بالا وارد و به فروش رسیدند.
در آگوست ۱۹۸۲، طرح تجدید ساختار با ضمانت‌های فدرال ۶۰۰ میلیون مارکی و وام‌های بانکی جدید ۲۷۵ میلیون مارکی، در اولین اختلاف بین بانک‌ها از هم پاشید. یک کنسرسیوم بانکی تا ژوئن ۱۹۸۳ وام اداری ۱٫۱ میلیارد مارکی را به گروه جنرال الکتریک تخصیص داد. ۴۰۰ میلیون از آن فقط با ضمانت دولت فدرال در دسترس بود. نه تنها شرکت جنرال الکتریک-تلفنکِن، بلکه شرکت‌های تابعه آن یعنی شرکت کوپرزبوش در شهر گلزنکیرشن، کارخانه ماشینآلات هرمانزانکر در شهر توبینگن و شکرت کارلنف در شهر برتن نیز تحت تأثیر این اتفاقات قرار گرفتند. شرکت مبلمان و اسباب خانه آلنو در شهر فولندورف توسط سهامداران اقلیت تصاحب و از گروه جدا شد.
تأمین کنندگان شرکت جنرال الکتریک نیز تحت تأثیر این اتفاقات قرار گرفتند و برخی از آنها از جمله کارخانه مبلمان و لوازم آشپزخانه در شهر بوهلرتان اعلام ورشکستگی کردند. سایتی که در برونن استراسه در منطقه سابق برلین ودینگ بود نیز فروخته شد، و همچنین شرکت‌های کارخانه مواد غذایی جنرال الکتریک و شرکت لوازم خانگی باوکنخت فروخته شدند.
· سال‌های ۸۴/۱۹۸۳: بخش لوازم الکترونیکی مصرفی (تلویزیون وصوتی وتصویری تلفنکِن) به گروه فرانسوی تامسون فروخته شد.
· سال ۱۹۸۵: جنرال الکتریک توسط دایملر-بنز تصاحب شد. ادزاردرویتر، مدیر اجرایی دایملر-بنز (از سال ۱۹۸۷ مدیر عامل دایملر شد)، تصمیم می‌گیرد که دو شرکت باید یک «گروه فناوری یکپارچه» با هم افزایی مفید تشکیل دهند.
· سال ۱۹۸۸: در شصتمین سالگرد خود، مؤسسه تحقیقاتی جنرال الکتریک، جایزه کارل رامزاور[۳۷] را برای پایان‌نامه‌های علمی و فنی ایجاد کرد.
· سال۱۹۹۰: شرکت سیستم‌های حمل و نقل وستینگهاوس جنرال الکتریک در ارتباط با شرکت سیستم‌های حمل و نقل وستینگهاوس تشکیل شد.
· سال ۱۹۹۲: ادغام تجارت راه‌آهن با لوکوموتیوهای الکتریکی (LEW) در هنیگزدورف، که منجر به تشکیل لوکوموتیوهای جنرال الکتریک شد.
· سال۱۹۹۲: شرکت سوئدی اطلسکوپکو شرکت ابزار برقی جنرال الکتریک را تصاحب کرد. در سال ۲۰۰۴ به صنایع تکترونیک واگذار شد.
· سال ۱۹۹۴: فروش بخش اتوماسیون به شرکت اشنایدر الکتریک و شرکت لوازم خانگی به الکترولوکس.[19]
· سال۱۹۹۵: شرکت وسایل نقلیه ریلی، بخشی از شرکت حمل و نقل دایملر-بنز ABB شد (در سال ۲۰۰۱ بخشی از حمل و نقل بمباردیر شد).
· سال۱۹۹۶: مجمع عمومی سالیانه دایملر-بنز به ریاست یورگن شرمپ دربارهٔ انحلال گروه زیان ده تصمیم گرفت.
· سال۱۹۹۶: شرکت آلستومGEC تجارت برق جنرال الکتریک T&D را تصاحب کرد.
· سپتامبر ۱۳۷۵: شرکت از ثبت تجارت برداشته شد.
تصویر:
ورقه سازنگان موتور الکتریکی جنرال الکتریک
محصولات
لوکوموتیوها و تکنولوژی راه‌آهن
جنرال الکتریک نقش مهمی در تاریخ راه‌آهن آلمان ایفا کرد. این شرکت در توسعه و ساخت قطعات الکتریکی تقریباً در تمام سری لوکوموتیوهای الکتریکی آلمان مشارکت داشت و به معرفی نیروی برق به راه‌آهن آلمان کمک کرد.
علاوه بر این، بسیاری از لوکوموتیوهای بخار در جنرال الکتریک ساخته شدند. این شرکت در سال ۱۹۳۱ شرکت بورسیگ را خریداری کرد و تولید لوکوموتیو را از کارخانه بورسیگ در تِگِل به جنرال الکتریک- بورسیگ منتقل کرد. در سال ۱۹۴۸ این کارخانه به کارخانه لوکوموتیو الکتروتکنیکی[38] VEB تبدیل شد. علاوه بر لکوموتیوهای الکتریکی متعدد تولید شده برای لوکوموتیو بخار دویچه رایشسبان[۳۹]، تولید لکوموتیو بخار تا سال ۱۹۵۴ ادامه یافت.
زمانی که جمهوری فدرال آلمان شروع به اجرای سیستم‌های پیشرانه متناوب AC جنرال الکتریک کرد، خود را در رقابت با براون، باوری و سی[۴۰] دید. نمونه اولیه DB کلاس E320 توسط کروپ به عنوان دستگاه تست ولتاژ دوگانه (۱۵ کیلو ولت و ۲۵ کیلو ولت AC) ساخته شد، این فناوری در نهایت منجر به لوکوموتیوهایی مانند DB کلاس ۱۲۰ و ICE 1 شد.
تنها پس از اتحاد مجدد آلمان و قبول کارخانه لوکوموتیوهای الکتریکی (LEW) به عنوان کارخانه در هنیگزدورف، نام جنرال الکتریک به تمامیت لوکوموتیوسازی بازگشت، اما فقط برای مدت کوتاهی. شرکت لوکوموتیو جنرال الکتریک بخشی از شرکت حملونقل دایملر-بنز ABB (بعدها ادترنز) شد و در حال حاضر فناوری که در گذشته توسعه یافته بود، اکنون تا حدی شرکت حملونقل بمباردیه را قادر می‌سازد تا سری بسیار موفق TRAXX از لوکوموتیوها را بسازد.
جنرال الکتریک همچنین بین سال‌های ۱۹۸۹/۱۹۹۰/۱۹۹۱ و ۱۹۹۴/۱۹۹۵/۱۹۹۶، راهآهن هلنیک کلاس 520DMU را ساخت.
تصویر:
لوکوموتیو برقی جنرال الکتریک.
هواپیما
جنرال الکتریک طیف وسیعی از هواپیماها را از سال ۱۹۱۲ تا ۱۹۱۸ تولید کرد. اولین هواپیما در سال ۱۹۱۲ از اسکلت (بدنه) چوبی ساخته شد و از هواپیمای دوباله برادران رایت الگوبرداری شد. طول بال آن ۱۷٫۵ متر (۵۷ فوت) و دارای موتور هشت سیلندر با قدرت ۷۵ اسب بخار و وزن بدون بار ۸۵۰ کیلوگرم بود. می‌توانست به سرعت ۶۵ کیلومتر در ساعت (۴۰ مایل در ساعت) دست یابد. از سال ۱۹۱۲ ساخت هواپیماها به صورت مخلوط چوب و لوله فولادی با پوشش پارچه ای ادامه یافت.
یکی از هواپیماهایی که طراحی و ساخته شد، هواپیما غول پیکر جنرال الکتریک R.Iبود. نیرو محرکه این هواپیما را چهار موتور ۲۶۰ اسب بخاری (۱۹۰ کیلووات) مرسدس D.IVa متصل به ترکیبی از مخروط چرم و کلاچ چنگکی، تشکیل می‌داد. اولین آزمایش‌های پرواز رضایت بخش بود، اما در ۳ سپتامبر ۱۹۱۸، R.I در هوا شکست و هفت خدمه خود را کشت.
موفق‌ترین هواپیمای جنرال الکتریک از نظر آمار تولید، بمب‌افکن تاکتیکی سنگین با نام "هواپیمای بزرگG.IV" بود که یکی از آنها هنوز از ۳۲۰ فروند ساخته شده به عنوان تنها بمب افکن چند موتوره آلمانی بازمانده از جنگ جهانی اول است.
در طول جنگ جهانی دوم، جنرال الکتریک دستگاه‌هایی را برای اهداف شناسایی تولید کرد، از جمله یک سکوی هلیکوپتری که توسط یک موتور جریان متناوب AC هدایت می‌شد. این یک هواپیما با بند بود که نمی‌توانست آزادانه پرواز کند. منبع تغذیه توسط سه کابل از زمین حمل می‌شد. این دستگاه به ارتفاع ۳۰۰ متری رسید.
تصویر:
بمب افکن G.IV جنرال الکتریک (جنگ جهانی اول).
ماشینها
جنرال الکتریک در سال ۱۹۰۲ شرکت کولشتاین را خرید و بخش شرکت خودروهای جدیدرا برای ساخت خودرو تأسیس کرد. جنرال الکتریک از تولید خودرو در سال ۱۹۰۸ کنار رفت.[20]
مدل‌های تولید شده عبارتند از:
AAG (1900 اتومبیل)[21]
NAG نوع A
NAG نوع B
NAG نوع B2
پروژکتورهای فیلم
جنرال الکتریک همچنین برای مدت طولانی مجموعه ای از پروژکتورهای فیلم را تولید کرد:[22]
دستگاه ایستاده، سال ۱۹۱۹، پرژکتور ۳۵ میلیمتری
ماشین تئاتر، سال ۱۹۲۰، پرژکتور ۳۵ میلیمتری
ترایمفِیتور ۱–۳، سال‌های ۱۹۲۴–۱۹۳۵، پرژکتور ۳۵ میلیمتری ACR 0710
جانشین معلم، سال‌های ۱۹۲۵–۱۹۳۵، پرژکتور ۳۵ میلیمتری
سینمای چمدانی، سال ۱۹۲۷ انحصاری، پرژکتور ۳۵ میلیمتری
معلم، سال ۱۹۲۹، پرژکتور ۳۵ میلیمتری ACR 0709 (لایتز)
میچاو مدل ۴، سال‌های ۱۹۲۹–۱۹۳۴، پرژکتور ۳۵ میلیمتری
یورو K، سال‌های ۱۹۳۸–۱۹۴۲، پرژکتور ۳۵ میلیمتری
یورو M، سال ۱۹۳۶، پرژکتور ۳۵ میلیمتری
یورو G، سال ۱۹۳۸، پرژکتور ۳۵ میلیمتری، نسخه اینترلاک (G-MB)
یورو M2، سال‌های ۱۹۳۹–۱۹۴۴، پرژکتور ۳۵ میلیمتری
مؤسسان و مدیران شرکت
| نام                 | از          | تا           |
| امیل راتناو         | سال۱۸۸۷     | ۱۹۱۵سال      |
| فلیکس دویچ          | سال۱۹۱۵     | سال۱۹۲۸      |
| هرمان بوچر          | سال۱۹۲۸     | ژانویه ۱۹۴۶  |
| والتر برنهارد       | ژانویه ۱۹۴۶ | می۱۹۴۷       |
| فردریش اسپنراث      | می۱۹۴۷      | دسامبر۱۹۵۵   |
| هانس کنستانتین بودن | ژانویه ۱۹۵۶ | فوریه۱۹۶۱    |
| هوگو بورله          | مارچ۱۹۶۱    | ژانویه۱۹۶۲   |
| هانس سی بودن        | فوریه۱۹۶۲   | سپتامبر ۱۹۶۲ |
| هانس هاین           | اکتبر۱۹۶۲   | دسامبر۱۹۶۴   |
| برتولد گیمر         | ژانویه ۱۹۶۵ | دسامبر ۱۹۶۵  |
| هانس بولر           | ژانویه ۱۹۶۶ | ژوئن ۱۹۷۰    |
| هانس گروبه          | ژوئن۱۹۷۰    | جولای۱۹۷۶    |
| والتر سیپا          | جولای۱۹۷۶   | ژانویه ۱۹۸۰  |
| هاینز دور           | فوریه۱۹۸۰   | دسامبر۱۹۹۰   |
| ارنست استوکل        | ژانویه۱۹۹۱  | سپتامبر۱۹۹۶  |

وضعیت حال حاضر نام تجاری جنرال الکتریک
در نتیجه فروپاشی و انحلال شرکت اصلی، الکترولوکس حق وحقوق برند را در سال ۲۰۰۵ به دست آورد و نام آن نیز به شرکت‌های مختلف مجوز داده شده است. این مجوز شامل بسیاری از محصولات مشابهی است که قبلاً تولید می‌کرد، مانند دستگاه‌های راهکارهای توان انرژی[۴۱] دستگاه‌های مخابراتی (تلفن و تلفن همراه)، اتوماسیون، لوازم جانبی خودرو، لوازم خانگی، ابزار برقی، پروژکتور، تجهیزات و لوازم چاپ، دستگاه‌های تصفیه آب، و دستگاه‌های مراقبت شخصی تحت نام تجاری جنرال الکتریک.[24]
· شرکت لوازم خانگی جنرال الکتریک - بخشی از الکترولوکس شد و کالاهای سفید مانند ماشین لباسشویی، ماشین ظرفشویی، اجاق گاز، یخچال و غیره تولید می‌کند.
· شرکت فناوری ITM تجهیزات الکترونیکی مصرفی و مخابراتی (تلفن همراه، تلفن خانگی و غیره) را تحت نام جنرال الکتریک تولید می‌کند. [25][26]
· شرکت بیناتون لوازم جانبی موبایل، تلفن همراه، تلفن ثابت و رادیوهای دو طرفه را با نام تجاری جنرال الکتریک تولید می‌کند.[27]
· ابزارهای برقی جنرال الکتریک که از سال ۲۰۰۹ که به نام صنایع تکترونیک (TTI) مجوز دارد، ابزارهای برقی دستی تولید می‌کند. [28]
· شرکت تکنیک خانه جنرال الکتریک (دارای مجوز استیبل الترون) محصولات گرمایش خانه و کنترل آب و هوا (رطوب‌کننده‌ها، تهویه مطبوع) را تولید می‌کند.[29]
· شرکت مهندسی صنایع جنرال الکتریک، تجهیزات برق، از جمله ژنراتورهای تا ۵۵ مگاوات، چرخ دنده‌های کنترلی و تابلوبرق، موتورهای الکتریکی، ترانسفورماتورها و غیره و همچنین اینورترهای توان بالا و منابع DC برای مصارف صنعتی را تولید می‌کند.[30]
· شکرت فناوری جوشکاری SVS جنرال الکتریک: سازنده ماشین آلات و تجهیزات جوشکاری مقاومتی [31]
· جامعه سیستم‌های اطلاعاتی مدرن) جنرال الکتریک- (MIS: ال سی دی‌های سفارشی را برای سیستم‌های اطلاعاتی توسعه می‌دهد[32]
· شرکت شناسه جنرال الکتریک: برچسب‌ها و بازخوانهای RFID را تولید می‌کند[33]
· شرکت راهکارهای توان انرژی جنرال الکتریک (سیستم‌های سَفت پاور سابق یا سیستم‌های منبع تغذیه جنرال الکتریک): سیستم‌های منبع تغذیه بدون وقفه/پشتیبان/پایدار را برای تجهیزات حساس به منبع الکتریکی (مانند رایانه‌ها) تولید می‌کند[34]
· تجهیزات و لوازم چاپ حرفه ای جنرال الکتریک: چاپگرها، جوهرها و محصولات رسانه ای با فرمت گسترده را برای چاپ، و همچنین درام‌های رسانای نور و تونرها برای کاربردهای چاپ (مانند چاپگر لیزری/فتوکپی) تولید می‌کند [35]
· شرکت فناوری ارتعاش AViTEQ
· کارخانه دینام لُوید
· گروه لافرت